# Ferdinand Ernst von Schmiedeberg
Ferdinand Ernst Wilhelm August von Schmiedeberg (* 3. April 1778 in Halberstadt; † 24. Januar 1824 auf Schönborn) war ein preußischer Generalmajor.

## Leben

### Herkunft
Die Familie Schmiedeberg stammt aus Thüringen, von wo sie nach Pommern und in die Neumark kamen. Die Familie stellte bereits Militärs in der kurbrandenburgischen Armee. Seine Eltern waren Karl Ludwig von Schmiedeberg (1732–1802) und dessen Ehefrau Christiane, geborene Strobach (* 1746; † 13. Mai 1800). Sein Vater war preußischer Kapitän a. D., zuletzt im Infanterieregiment „Herzog von Braunschweig“, und fürstbischöflicher Forstmeister in Ottmachau, später in Pusterwitz/Schlesien.

### Militärkarriere
Schmiedeberg wurde durch Pastor Gohl aus Glatz erzogen, dann vom Rektor in Nimptsch, wo er auf die Stadtschule ging. Am 1. Dezember 1792 kam er als Standartenjunker in das Kürassierregiment „von Schlitz“ und nahm 1794 während des Feldzuges in Polen an den Gefechten bei Krakau, Putow und Novemaisk teil. Am 1. November 1798 wurde Schmiedeberg zum Sekondeleutnant befördert. Im Vierten Koalitionskrieg war er bei der Verteidigung von Neiße.
Nach der Niederlage Preußens und dem Frieden von Tilsit wurde er am 26. Juli 1808 zum Stabsrittmeister von der Armee befördert. König Friedrich Wilhelm III. zeichnete Schmiedeberg am 3. September 1808 für seine Leistungen bei Neiße mit dem Orden Pour le Mérite aus. Am 17. März 1809 wurde er zum 2. Schlesischen Husaren-Regiment (Nr. 6) versetzt und am 1. Mai 1809 dem Regiment aggregiert. Mitte Juni 1809 dimittierte er mit der Genehmigung, in fremde Dienste treten zu dürfen.
Am 23. Juni 1811 wurde er wieder dem 2. Schlesischen Husaren-Regiment (Nr. 6) aggregiert und dort am 12. August 1811 mit Patent vom 26. Juli 1808 zum Rittmeister befördert sowie zum Eskadronchef ernannt. Am 15. August 1812 wurde er zum Major befördert und fungierte im Feldzug des Jahres als Führer der beiden nicht mobilen Eskadronen seines Regiments.
Während der Befreiungskriege kämpfte Schmiedeberg in den Schlachten bei Großgörschen, Bautzen, Dresden, Leipzig, Laon, Paris, Ligny, Belle Alliance sowie den Gefechten bei Haynau, Ebersdorf, Passendorf und Sezanne. Für Großgörschen erhielt er das Eiserne Kreuz II. Klasse und den Orden des Heiligen Wladimir IV. Klasse. Bei Passendorf erwarb er das Eiserne Kreuz I. Klasse. 1813 hatte man ihn mit der Führung des 2. Ulanen-Regiments beauftragt. Am 9. April 1814 wurde Schmiedeberg zum Oberstleutnant befördert und zum Regimentskommandeur ernannt. Zudem bekam er am 24. April 1814 die Erlaubnis zum Tragen des schwedischen Schwertordens. Am 17. März 1815 erhielt er den Russischen Orden der Heiligen Anna II. Klasse sowie am 3. Oktober 1815 mit Patent vom 25. Oktober 1815 die Beförderung zum Oberst.
Im Jahr 1818 erhielt Schmiedeberg den französischen Militärverdienstorden, bevor er am 27. September 1821 mit dem Charakter als Generalmajor und 800 Talern Pension verabschiedet wurde. Er starb am 24. Januar 1824 auf Schönborn bei Breslau und wurde am 27. Januar in Kurtsch beigesetzt.

### Familie
Er heiratete am 24. November 1814 in Schwanowitz (Kreis Brieg) Emilie Reinhart (* 1792; † 23. August 1857). Sie war eine Tochter des Amtsrats Leopold Reinhart, Herr auf Schwanowitz und Schönborn. Das Paar hatte mehrere Kinder:
- Auguste Friederike Wilhelmine Leopldine (* 3. September 1815; † 18. April 1868) ⚭ Julius Ludwig Theodor von Nolte (* 28. Mai 1804; † 21. Dezember 1876), Eltern von Oscar von Nolte
- Friederike Leopoldine (* 17. April 1817)
- Ferdinand Leopold (* 19. Januar 1820), bis 1844 Sekondeleutnant im 23. Infanterie-Regiment
- Gustav Leopold Friedrich Wilhelm Richard (* 27. April 1823), bis 1847 Sekondeleutnant im 4. Kürassier-Regiment